# Aphilopota strigosissima
Aphilopota strigosissima är en fjärilsart som beskrevs av Max Joseph Bastelberger 1909. Aphilopota strigosissima ingår i släktet Aphilopota och familjen mätare. Inga underarter finns listade i Catalogue of Life.